# Fritt vilt III
Fritt vilt III è un film del 2010 diretto da Mikkel Brænne Sandemose.
Film horror norvegese, prequel di Fritt vilt del 2006, dove vengono rivelati gli ultimi misteri della trilogia, di cui fa parte anche Fritt vilt II del 2008.

## Trama
Gunnar, un bambino di 11 anni, viene maltrattato dalla madre Sigrid e dal suo nuovo compagno, che lo tratta come un mostriciattolo e lo rinchiude nei sotterranei dell'hotel in cui vivono per la sua enorme voglia sull'occhio. Il ragazzo, scappa dalla struttura e si addentra nel bel mezzo della neve. Le ricerche vanno avanti per due giorni e mezzo, fino a quando il detective Einar bussa alla porta del proprio fratello, Jon, chiedendo informazioni riguardanti il ragazzo. L'uomo, lo caccia via di casa, dicendogli che non ha intenzione di vedere né lui né tutti gli ipocriti di lì fuori. Successivamente stringe tra le mani una foto, nel quale sono presenti Gunnar, Sigrid e il suo nuovo compagno. La notte, Gunnar – che contrariamente di quanto dicono è ancora vivo – si mostra alla madre, e per vendicarsi di tutto quello che gli hanno fatto, uccide sia lei che il suo fidanzato.
12 anni dopo: Un gruppo di sei ragazzi (Hedda, Simen, Anders, Siri, Magne e Knut) si dirige in montagna, accompagnanti da Einar. Per il tragitto incontra Jon intento ad aggiustare una macchina. L'uomo lo avvicina, cercando di riappacificare il loro rapporti da fratelli, ma non riesce nel tentativo. Arrivati a destinazione, Einar dice ai sei che tornerà il giorno dopo verso le due, lasciando che i ragazzi scalinano tranquillamente la montagna. Dopo un lungo tragitto, arrivano all'hotel abbandonato, ma decidono di andare a dormire da qualche altra parte. Scelgono quindi di dormire in un bosco, e passano l'intero pomeriggio divertendosi. La sera, Siri e Knut finiscono in una trappola preparata da qualcuno, e quest'ultimo viene ferito. Siri riesce a risalire e, mentre lei chiede aiuto, un uomo incappucciato rapisce il ragazzo, torturandolo fino a portarlo alla morte. Siri trova Jon e gli chiede aiuto, ma l'uomo finge di aiutarla mentre invece la rapisce, essendo un complice dell'assassino.
Il giorno dopo, i quattro rimasti si accorgono della scomparsa dei loro amici e incominciano a cercarli per la foresta. Simon usa il posto per giocare con la sua AG3, ma è costretto ad usarla quando di fronte a lui appare il killer, che tuttavia lo uccide. Anders, Magne e Hedda notano il corpo morto del loro amico e la presenza dell'assassino e incominciano a scappare, arrivando così dentro una casa. Vengono però scoperti e corrono verso un fiume, dove vengono feriti da delle frecce più e più volte. Jon cerca di violentare Siri, ma la ragazza oppone resistenza e sembra non cedere. Dopo la fuga per il fiume, Magne si separa accidentalmente dai due amici, e finisce per incontrare il killer, che lo uccide. Hedda cura la ferita di Anders, ma dopo averlo fatto viene attaccata dall'assassina, che riescono però a neutralizzare e a scappare. Einar sente che è successo qualcosa ai sei ragazzi e che Jon centra qualcosa. Vedendo i vecchi articoli, si accorge che Jon ha salvato Gunnar tempo addietro e che quindi l'uomo incappucciato che sta uccidendo tutti è proprio il ragazzino innocente di una volta.
Anders e Hedda arrivano nella dimora di Jon e, scoprendo la sua collaborazione con il killer, gli puntano un fucile da caccia. I due riescono anche a salvare Siri, rimasta fino ad ora in una sotto forma di prione, ma appena libera, viene uccisa da Gunner. Jon si arrabbia con l'assassino della donna e viene quindi ucciso. Hedda e Anders cercano di scappare, ma quest'ultimo viene ucciso. La ragazza, l'ultima rimasta, incontra Einar, che non ha ancora capito che dietro tutti queste vittime si nasconde Gunner. Per un errore del poliziotto, Hedda muore e l'assassino, si reca nell'hotel abbandonato per dare inizio agli eventi di Fritt vilt.